# Pébées
Pébées (okzitanisch Pebeas, zwischen 1793 und 1801 auch mit den Schreibweisen Pebées, Pebecs und Pébées) ist eine französische Gemeinde mit 100 Einwohnern (Stand: 1. Januar 2022) im Département Gers in der Region Okzitanien (bis 2015 Midi-Pyrénées). Sie gehört zum Arrondissement Auch und zum Gemeindeverband Savès. Die Einwohner nennen sich Pébésiens.

## Geografie
Die Gemeinde Pébées liegt in einem landwirtschaftlich intensiv genutzten Gebiet im Osten des Départements Gers an der Grenze zum Département Haute-Garonne, 38 Kilometer südwestlich von Toulouse. Durch das Gemeindegebiet von Pébées fließt der Oberlauf der Boulouze. Die fast 20 Kilometer lange Boulouze ist ein Nebenfluss der Save im Einzugsgebiet der Garonne. Das nahezu waldfreie 4,05 km² umfassende Gemeindegebiet ist von Äckern und Weiden geprägt. Das Bodenrelief ist lebhaft: während die Mairie der Gemeinde auf 217 m über dem Meer liegt, wird im äußersten Süden mit 315 m der höchste Punkt erreicht. Die größten der zahlreichen Weiler sind La Roque de Bas, Pétrille, La Borde Neuve, Le Serre de Haut und La Bourdette. Begrenzt wird Pébées von den Nachbargemeinden Sabonnères im Nordosten, Montgras im Osten, Lahage im Südosten, Saint-Loube im Süden, Monblanc im Westen sowie Savignac-Mona im Nordwesten.

## Bevölkerungsentwicklung
| Jahr      | 1962 | 1968 | 1975 | 1982 | 1990 | 1999 | 2006 | 2012 | 2021 |
| --------- | ---- | ---- | ---- | ---- | ---- | ---- | ---- | ---- | ---- |
| Einwohner | 74   | 63   | 46   | 68   | 66   | 67   | 88   | 93   | 104  |

Im Jahr 1851 wurde mit 274 Bewohnern die bisher höchste Einwohnerzahl ermittelt. Die Zahlen basieren auf den Daten von cassini.ehess und INSEE.

## Sehenswürdigkeiten
- Kirche Saint-Hippolyte aus dem 16. Jahrhundert, Monument historique[4]
- Lavoir (Waschhaus)

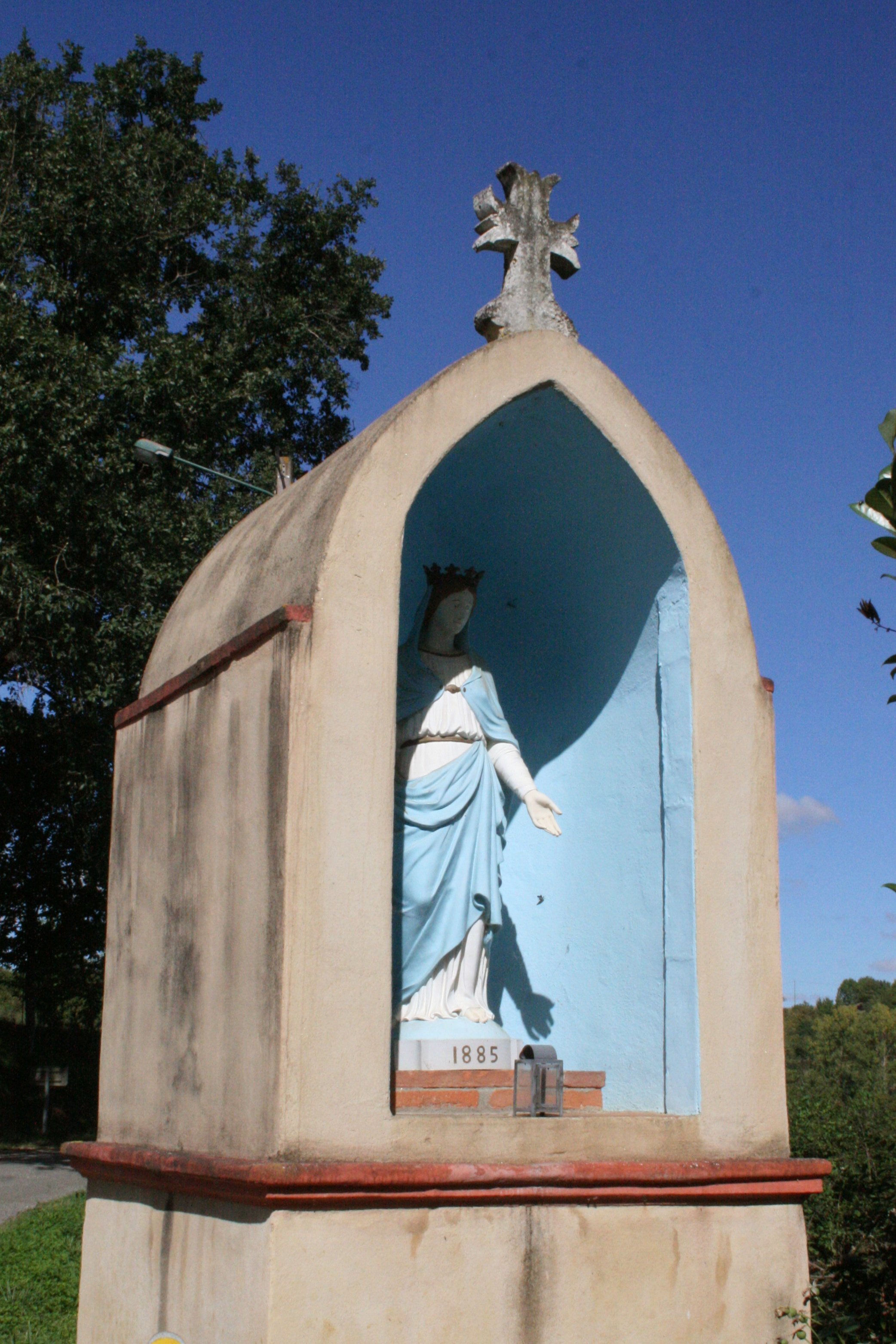
Marienstatue
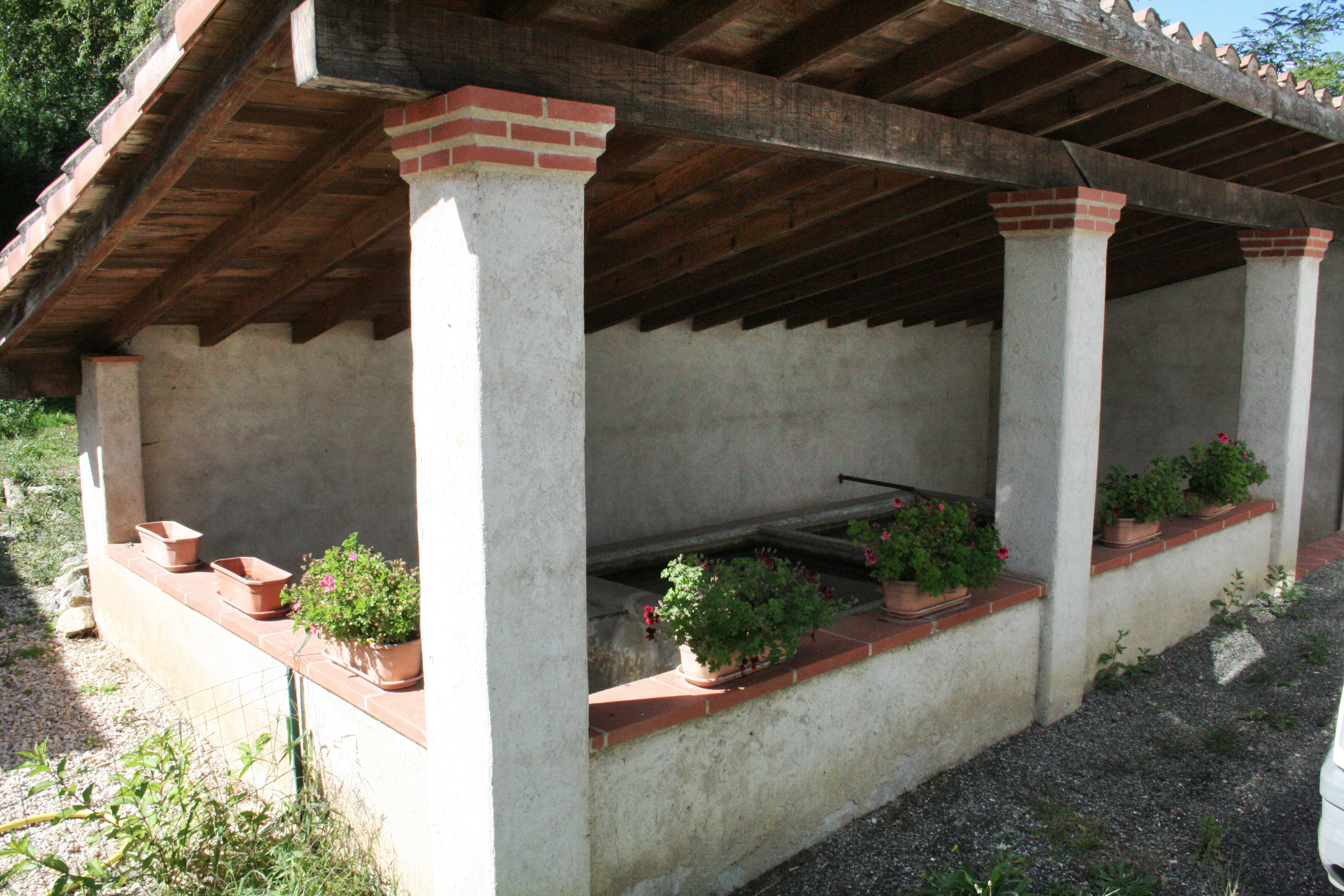
Waschhaus

- mehrere Wegkreuze

- Marienstatue
- Waschhaus

## Wirtschaft und Infrastruktur
In der Gemeinde Pébées sind acht Landwirtschaftsbetriebe ansässig (Getreide- und Gemüseanbau, Milchviehhaltung, Ziegen- und Schafzucht).
Durch den Süden des Gemeindegebietes von Pébées führt die Fernstraße D119/D28 von Samatan nach Rieumes. Im 24 Kilometer entfernten Longages besteht ein Anschluss an die Autoroute A 64. Hier befindet sich auch ein Bahnhof an der Bahnstrecke Toulouse–Bayonne.